# Haarsalz

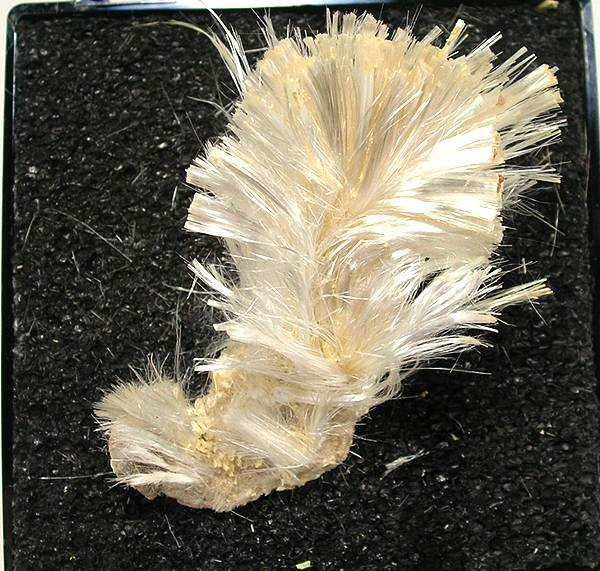
Halotrichit in der Ausbildungsvariante Haarsalz

Haarsalz oder auch Federsalz ist eine veraltete, bergmännische Bezeichnung für verschiedene Salze, die in Aggregatformen mit einem haarförmigen oder faserigen Habitus auftreten.
Hauptsächlich wurden mit Haarsalz die beiden heute als zwei eigenständige Mineralarten bekannten Alunogen und Halotrichit bezeichnet. Gelegentlich wurden aber andere Minerale bei entsprechender Ausbildung mit diesem Synonym belegt wie beispielsweise Epsomit und Halit.